# Todd Rundgren's Utopia
Todd Rundgren's Utopia es el primer álbum de estudio de la banda estadounidense de rock Utopia, publicado en octubre de 1974 por Bearsville Records. La banda fue formada en 1973 por el músico, compositor y productor Todd Rundgren, quien decidió expandir su estilo musical pasando del rock orientado al pop hacia el rock progresivo. Formó un grupo de seis integrantes que contó con tres teclistas y realizó una gira como acto en vivo. La mayor parte del álbum se grabó en los estudios The Secret Sound, en Nueva York, Estados Unidos, excepto la canción de apertura «Utopía», que se grabó en vivo en un concierto en abril de 1974, en el Fox Theatre, en Atlanta, Georgia.

## Antecedentes
Al igual que los álbumes en solitario de Rundgren A Wizard, a True Star (1973) e Initiation (1975), el álbum superó los límites del vinilo. Con una duración de casi una hora, era necesario comprimir el sonido para que encajara en un disco, lo que resultó en una disminución de la calidad del audio. La versión en CD evita este problema. En la primera reedición del álbum, lanzada en 1978, el título de «Utopia» se cambió a «Utopia Theme» y los créditos de publicación se cambiaron de Earmark Music a Earmark Music y Screen Gems – Columbia Music. Esto puede haber sucedido como resultado de una acción legal contra Rundgren por parte de Tony Sales por la apropiación de la canción en 1976, por regalías de $100,000 o más.
«Utopia» se grabó en vivo en un concierto en el Fox Theatre de Atlanta, Georgia, el 25 de abril de 1974. Después de que una copia de todo el concierto circulara entre los coleccionistas durante muchos años, la grabación se lanzó oficialmente como Live at the Fox 1973 en 2015 por RockBeat Records. Ha habido confusión en cuanto a qué fecha es correcta, porque la fecha de presentación se incluyó erróneamente como el 8 de noviembre de 1973 en el LP de transmisión original del programa de radio Retrorock que se emitió en 1983 y presenta una versión reelaborada de «Utopia».

## Recepción de la crítica
El personal de la revista Billboard describió el álbum como “lo mejor hasta ahora, un LP que es virtualmente una sinfonía de rock sin ninguna de las pretensiones que obstaculizan tantos esfuerzos de este tipo”, y elogiaron el “trabajo en la guitarra [de Todd Rundgren] aquí junto con los sintetizadores de M. Frog Labat y los teclados de Moogy Klingman”. El personal de Louder Sound lo calificó como “una aventura en plena freakología cósmica”. En AllMusic, Stephen Thomas Erlewine escribió: “Para cualquiera que no sea un fanático dedicado, atravesar estas excursiones progresivas aparentemente interminables es un poco tedioso, e incluso los devotos pueden descubrir que estos caminos, aunque ocasionalmente son interesantes, no necesariamente conducen a ninguna parte”. El crítico Tom Hull lo describió como “música de largo aliento que no revela ningún rastro de la espontaneidad de improvisar, un fragmento de letra sin valor cada diez minutos más o menos. Y si trabajas un poco en ello, probablemente puedas hacerte pensar que es sofisticado, misterioso, brillante, profundo”. Un escritor no especificado de Cash Box declaró: “Cada álbum que hace Todd es una experiencia novedosa y éste no es una excepción”.

## Lista de canciones
| Lado uno |                    |                                      |          |  |
| N.º      | Título             | Escritor(es)                         | Duración |  |
| 1.       | «Utopia»           | David Mason Todd Rundgren            | 14:28    |  |
| 2.       | «Freak Parade»     | Moogy Klingman Rundgren John Siegler | 10:18    |  |
| 3.       | «Freedom Fighters» | Rundgren                             | 4:04     |  |

| Lado dos |            |                                           |          |  |
| N.º      | Título     | Escritor(es)                              | Duración |  |
| 1.       | «The Ikon» | Klingman Rundgren Ralph Schuckett Siegler | 30:25    |  |

## Créditos y personal
Créditos adaptados desde las notas de álbum.
Utopia
- Todd Rundgren – voz principal, guitarra eléctrica
- Moogy Klingman – teclado, órgano Hammond
- Ralph Schuckett – teclado
- M. Frog Labat – sintetizador
- John Siegler – guitarra bajo, violonchelo
- Kevin Ellman – batería, percusión

Personal técnico
- Todd Rundgren – productor, ingeniero de audio
- David Le Sage – ingeniero asistente
- Maruo Miyauchi – diseño de portada, ilustración

## Posicionamiento
| Gráfica (1974–75)              | Pico de posición |
| ------------------------------ | ---------------- |
| Canadá (RPM Top Albums/CDs)    | 28               |
| Estados Unidos (Billboard 200) | 34               |